# ダストレーン

ダストレーンが目立つソンブレロ銀河

ダストレーン(Dust lane)は、比較的高密度の星間雲であり、銀河等のより明るい天体を背景に暗い帯状に見える。端の方から渦巻銀河を見ると通常見られるものである。塵の密度が高く、比較的厚いため、銀河からの光は数等級減光する。この可視光の減衰のため、銀河系では、銀河中心周辺の銀河バルジを通して、グレートリフトの向こう側にある恒星を地球から見ることはできない。これらの塵は、周囲のガスとともに混ざり合い、降着して、恒星や惑星を形成するための材料になる。